# Schoren (Langenthal)

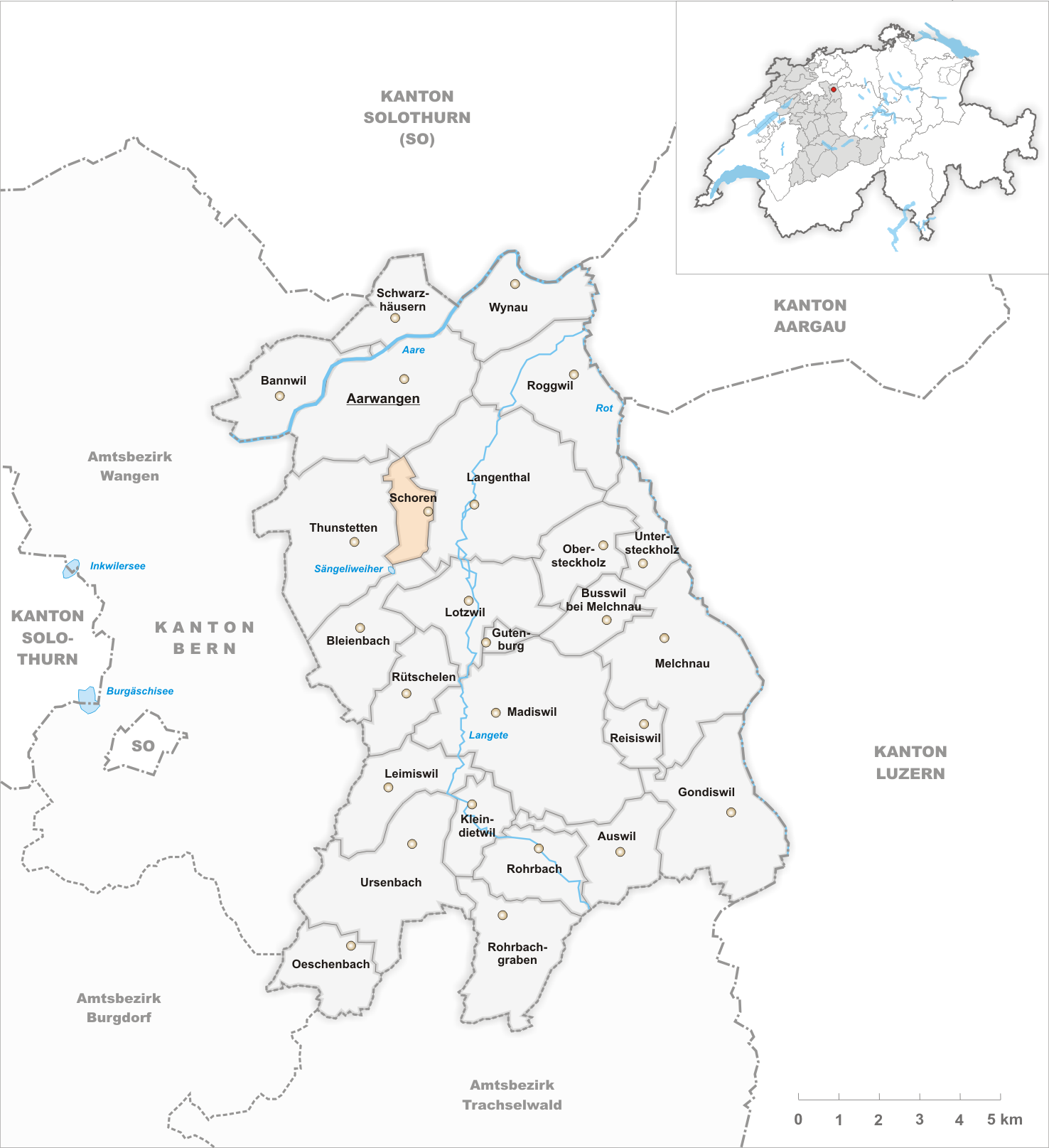
Gemeindestand vor der Fusion am 1. Januar 1898

Schoren ist eine Ortschaft der Gemeinde Langenthal im Verwaltungskreis Oberaargau des Kantons Bern in der Schweiz. Am 1. Januar 1898 wurde die ehemalige Gemeinde mit der Gemeinde Langenthal fusioniert und ist seither mit Langenthal zusammengewachsen.  
Unabhängig von der Fusion blieb die Burgergemeinde Schoren bestehen. Ihr gehören unabhängig vom Wohnort Personen an, die den Status des Burgers und damit das Heimatrecht der (Burger-)Gemeinde besitzen. 
Heute findet man in Schoren ein Kinderheim, den Schorenweier sowie die Eishalle Schoren, die der Stadt gehört. Im Norden an der Bahnlinie liegt die Gabismatte. Neben der Gabismatte liegt das Neubauquartier Rindermatte.